# Inge Donnepp
Inge Donnepp (geb. Schnepper; * 13. Dezember 1918 in Unna; † 31. Juli 2002 in Recklinghausen) war eine deutsche Juristin und Politikerin (SPD).

## Leben
Inge Donnepp wurde als Tochter eines Rechtsanwalts und Notars geboren. Nach dem Besuch der Volksschule und dem Abitur im Jahr 1937 am Gymnasium studierte sie zunächst Neuphilologie an der Ruprecht-Karls-Universität Heidelberg, wo sie das Examen als Dolmetscherin in Englischer und Französischer Sprache bestand. Im Anschluss nahm sie ein Studium der Rechtswissenschaft an den Universitäten in Rostock und Berlin auf, das sie im Jahr 1942 mit dem Ersten und nach dem Referendariat 1947 mit dem Zweiten Juristischen Staatsexamen abschloss. Sie arbeitete von 1947 bis 1954 als Anwaltsassessorin, wurde als Rechtsanwältin zugelassen und praktizierte als Fachanwältin für Steuerrecht in einer Anwaltskanzlei in Marl. Anschließend war sie gut zwanzig Jahre als Sozialrichterin in Münster und Gelsenkirchen tätig.
Donnepp trat im Jahr 1957 in die SPD ein und betätigte sich Ende der 1950er-Jahre in der außerparlamentarischen Kampagne „Kampf dem Atomtod“. Ab 1973 war sie Landesvorsitzende der Arbeitsgemeinschaft Sozialdemokratischer Frauen in Nordrhein-Westfalen. 1979 wurde sie in den SPD-Parteivorstand gewählt. Darüber hinaus war sie Mitglied der Gewerkschaft Öffentliche Dienste, Transport und Verkehr.
Bei den Landtagswahlen 1975 und 1980 wurde Donnepp jeweils über die Landesliste als Abgeordnete in den Nordrhein-Westfälischen Landtag gewählt, dem sie bis 1985 angehörte. Am 4. Juni 1975 wurde sie als Ministerin für Bundesangelegenheiten in das Kabinett von Ministerpräsident Heinz Kühn berufen und war bis 1978 Bevollmächtigte des Landes NRW beim Bund. Im Dezember 1975 wurde sie zudem Landesbeauftragte für Frauen. Seit 1977 war sie Mitglied der Frauenrechtskommission der Vereinten Nationen.
Nachdem Finanzminister Friedrich Halstenberg am 9. Februar 1978 zurückgetreten war und der bisherige Justizminister Diether Posser dessen Amt übernommen hatte, wechselte Donnepp an die Spitze des Justizministeriums. Damit wurde sie als erste Frau Justizministerin eines deutschen Bundeslandes. Diese Funktion übte sie, auch unter Ministerpräsident Johannes Rau, bis zu ihrem 65. Geburtstag und ihrer damit verbundenen Pensionierung am 14. Dezember 1983 aus. Zu ihrem Amtsnachfolger wurde Dieter Haak bestimmt.
Aufgrund ihres politischen Engagements wurde sie in der SPD auch „Mutter Courage des Ruhrgebietes“ genannt.
Inge Donnepp war seit 1943 mit dem Pädagogen Bert Donnepp verheiratet und hatte zwei Söhne. Am 31. Juli 2002 erlag sie einem Krebsleiden.

## Ehrungen
- 1996: Verdienstorden des Landes Nordrhein-Westfalen[3]

## Würdigungen
- Inge-Donnepp-Straße in Unna
- Inge-Donnepp-Weg in Lünen